# Charles d’Artois
Charles d’Artois (* wohl Anfang 1394; † 25. Juli 1472) war ab 1397 Graf von Eu, Seigneur de Saint-Valery und Houdain. Er war der Sohn von Philippe d’Artois und Marie de Berry, Herzogin der Auvergne, und somit ein Enkel von Jean de Valois, duc de Berry.
Bereits als 3-Jähriger erbte er von seinem Vater die Grafschaft Eu. Als 21-Jähriger nahm er 1415 an der Schlacht von Azincourt teil, in der er von den Engländern gefangen genommen wurde. Es dauerte 23 Jahre, bis man ihn 1438 wieder freiließ, nunmehr 44 Jahre alt. Er wurde Stellvertreter (Lieutenant du Roi) des Königs in der Normandie und in Guyenne und 1465 mit etwa 70 Jahren noch Militärgouverneur von Paris.
Zehn Jahre nach seiner Freilassung heiratete er 1448 Jeanne de Saveuse, die bereits im Jahr darauf starb. Am 23. September 1454 ging er mit Hélène de Melun, Tochter von Jean IV. de Melun, Burggraf von Gent, eine zweite Ehe ein. Beide Ehen blieben kinderlos. Charles starb am 25. Juli 1472, seine Ehefrau fast auf den Tag genau ein Jahr später, am 29. Juli 1473. Alle drei, Charles, Jeanne und Hélène, wurden in der Abtei von Eu bestattet. 
Sein Nachfolger in der Grafschaft Eu wurde sein Neffe Graf Johann II. von Nevers und Rethel, der Sohn seiner Schwester Bonne d’Artois aus deren erster Ehe mit Graf Philipp II. von Nevers.